# Provinz Forlì-Cesena
Die Provinz Forlì-Cesena (italienisch Provincia di Forlì-Cesena) ist eine italienische Provinz der Region Emilia-Romagna. Sie umfasst 30 Gemeinden und hat auf einer Fläche von 2.377 km² 392.812 Einwohner (Stand 31. Dezember 2023). Hauptstadt der Provinz ist Forlì.
Sie grenzt im Norden an die Provinz Ravenna, im Osten an die Adria und an die Provinz Rimini, im Südosten an die Provinz Rimini und im Süden sowie Westen an die Region Toskana.
Verwaltungstechnisch ist die Provinz in zwei Bezirke (Forlì und Cesena) sowie drei Berggemeinden eingeteilt.

## Größte Gemeinden
(Einwohnerzahlen Stand 31. Dezember 2023)
| Gemeinde                          | Einwohnerzahl |
| --------------------------------- | ------------- |
| Forlì                             | 117.050       |
| Cesena                            | 96.066        |
| Cesenatico                        | 26.008        |
| Savignano sul Rubicone            | 17.997        |
| Forlimpopoli                      | 13.075        |
| San Mauro Pascoli                 | 12.295        |
| Bertinoro                         | 11.089        |
| Gambettola                        | 10.816        |
| Meldola                           | 9.967         |
| Gatteo                            | 9.416         |
| Longiano                          | 7.270         |
| Mercato Saraceno                  | 6.837         |
| Castrocaro Terme e Terra del Sole | 6.449         |
| Predappio                         | 6.284         |
| Bagno di Romagna                  | 5.579         |

Die Liste der Gemeinden in der Emilia-Romagna beinhaltet alle Gemeinden der Provinz mit Einwohnerzahlen.